# Związek gmin Kirchberg-Weihungstal
Związek gmin Kirchberg-Weihungstal – związek gmin (niem. Gemeindeverwaltungsverband) w Niemczech, w kraju związkowym Badenia-Wirtembergia, w rejencji Tybinga, w regionie Dpnau-Iller, w powiecie Alb-Donau. Siedziba związku znajduje się w miejscowości Illerkirchberg, przewodniczącym jego jest Hans Ibele. Związek powstał w 1992.
Związek zrzesza cztery gminy wiejskie:
- Hüttisheim, 1 368 mieszkańców, 10,35 km²
- Illerkirchberg, 4 778 mieszkańców, 11,45 km²
- Schnürpflingen, 1 330 mieszkańców, 10,71 km²
- Staig, 3 136 mieszkańców, 17,74 km²